# Segunda División Peruana 1917
La Segunda División Peruana 1917, denominada como «VI Campeonato de Segunda División de la Liga Peruana de Football 1917», fue la 6.ª edición de la Segunda División del Perú y la 6.ª edición realizada por la ADFP.  El Sportivo Lima fue el campeón y Association Alianza el subcampeón, respectivamente. 
No existió descenso en la Primera División del 1916, por lo que no hubo equipos descendidos. El Sport Progreso del Rímac y el Sport Vitarte vuelven a participar en el campeonato. Se autorizó cuatro ascensos a la máxima división de 1918. 

## Equipos participantes
- Sportivo Lima Lima - Campeón, Asciende a 1.ª División de 1918
- Association Alianza La Victoria - Subcampeón, Asciende a 1.ª División de 1918
- Sport Vitarte Vitarte - Asciende a 1.ª División de 1918
- Sport Progreso Rímac - Asciende a 1.ª División de 1918

- Sporting Fry N° 1 Miraflores
- Sportivo Fry N° 2 Lima
- Unión Miraflores N° 2 Miraflores
- Unión Gálvez Lima
- Sport Nacional Lima
- Sport Arica N° 1 Lima
- Unión Lima Lima
- Sport Inca N° 2 Rímac
- Sport Santa Catalina La Victoria
- Sport San Jacinto La Victoria
- Sport Sáenz Peña Callao
- Sport Alianza N.º 2 La Victoria
- Sportivo Piérola Lima
- Chávez Sporting Club Lima
- Atlético Bellavista Miraflores
- Atlético Independencia Chorrillos
- Sport Victoria Lima
- Atlético Peruano N° 2 Rímac
- Sportivo Perú - Desciende de la categoría
- Sportivo Varela Lima - Desciende de la categoría
- Peña Sporting Club Lima  - Desciende de la categoría
- Pilsen Lima Lima  - Desciende de la categoría

| Predecesora: 1916 | Segunda División del Perú 1917 | Sucesora: 1918 |